# Église du Sacrement (Madrid)
L'église du Sacrement, également connue sous le nom de cathédrale des Forces Armées (espagnol : Catedral del Sacramento ou Catedral de las Fuerzas Armadas), est située à Madrid, en Espagne, et est la cathédrale de l'archevêché militaire d'Espagne.

## Histoire

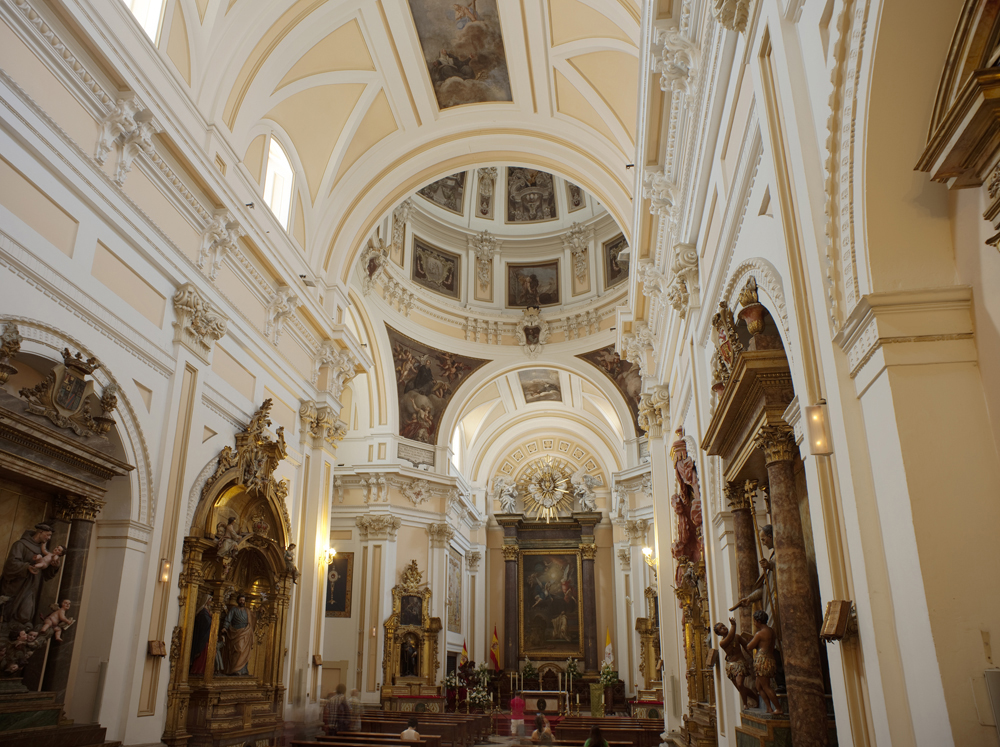
Intérieur

L'église faisait à l'origine partie de l'ancien monastère des Bernardines de Madrid, fondé en 1615 par Cristóbal de Sandoval y Rojas, duc d'Uceda, fils du premier duc de Lerma, Francisco Gómez de Sandoval y Rojas, et favori du roi Philippe III.
L'église a été conçue en forme de croix latine par l'architecte Juan Gómez de Mora en 1615, mais la construction a commencé en 1671, un demi-siècle après la fondation du monastère, en raison de la perte de la grâce du favori, et n'a été achevée qu'en 1744.
Le couvent a été démoli en 1972. L'église a ensuite été achetée par le ministère espagnol de la Défense vers 1980 pour accueillir l'archevêché militaire d'Espagne. En 1982, il a été déclaré Monument Artistique National par le Décret Royal n° 3247/1982.

## Description

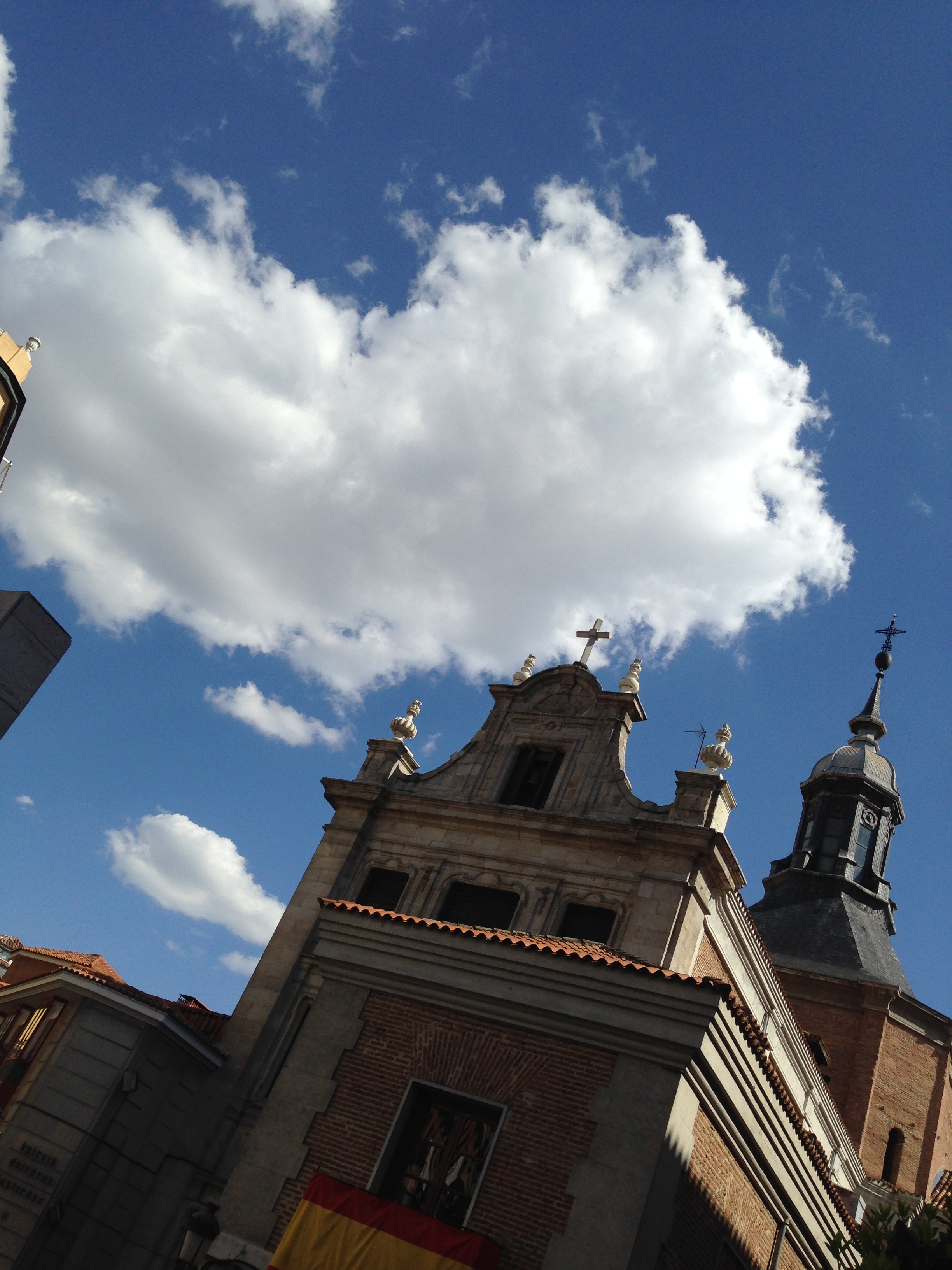
L'église et son dôme, sous un nuage en forme de cœur.

Outre Juan Gómez de Mora, les architectes Francisco Bautista, Manuel del Olmo et Bartolomé Hurtado García, qui était le principal directeur des travaux, ont participé à la construction de l'église. La décoration intérieure a été réalisée par Andrés Esteban en 1744. La façade en granit est l'œuvre de Pedro de Ribera, datant d'environ 1744.
L'église, dont le plan est en forme de croix latine, est tout ce qui reste de l'ancien monastère, le bâtiment du couvent ayant été démoli en 1972. Elle est considérée comme l'une des plus belles œuvres du baroque religieux de Madrid et, malgré les vicissitudes de l'époque (elle a été endommagée pendant la guerre civile espagnole puis restaurée par Fernando Chueca Goitia), elle conserve sa structure et sa décoration presque intactes. 
Les œuvres d'art de l'édifice comprennent plusieurs peintures de Luca Giordano, un ensemble de retables de style rococo, une série de fresques sur les voûtes et les murs réalisées par les frères González Velázquez, et le retable principal, avec une peinture de Saint Bernard et Saint Benoît adorant l'Eucharistie de Gregorio Ferro.